# Daniel Chester French Home and Studio
Als Daniel Chester French Home and Studio (auch Chesterwood) ist das ehemalige Wohnhaus und Atelier des US-amerikanischen Bildhauers Daniel Chester French im National Register of Historic Places eingetragen. Der ursprüngliche Bauernhof auf dem Stadtgebiet von Stockbridge im Bundesstaat Massachusetts der Vereinigten Staaten diente French von 1896 bis zu seinem Tod im Jahr 1931 als Wohnhaus und wurde 1965 gemeinsam mit dem umgebenden Grundstück als National Historic Landmark District anerkannt. Haus und Grundstück befinden sich heute im Eigentum des National Trust for Historic Preservation.

## Beschreibung

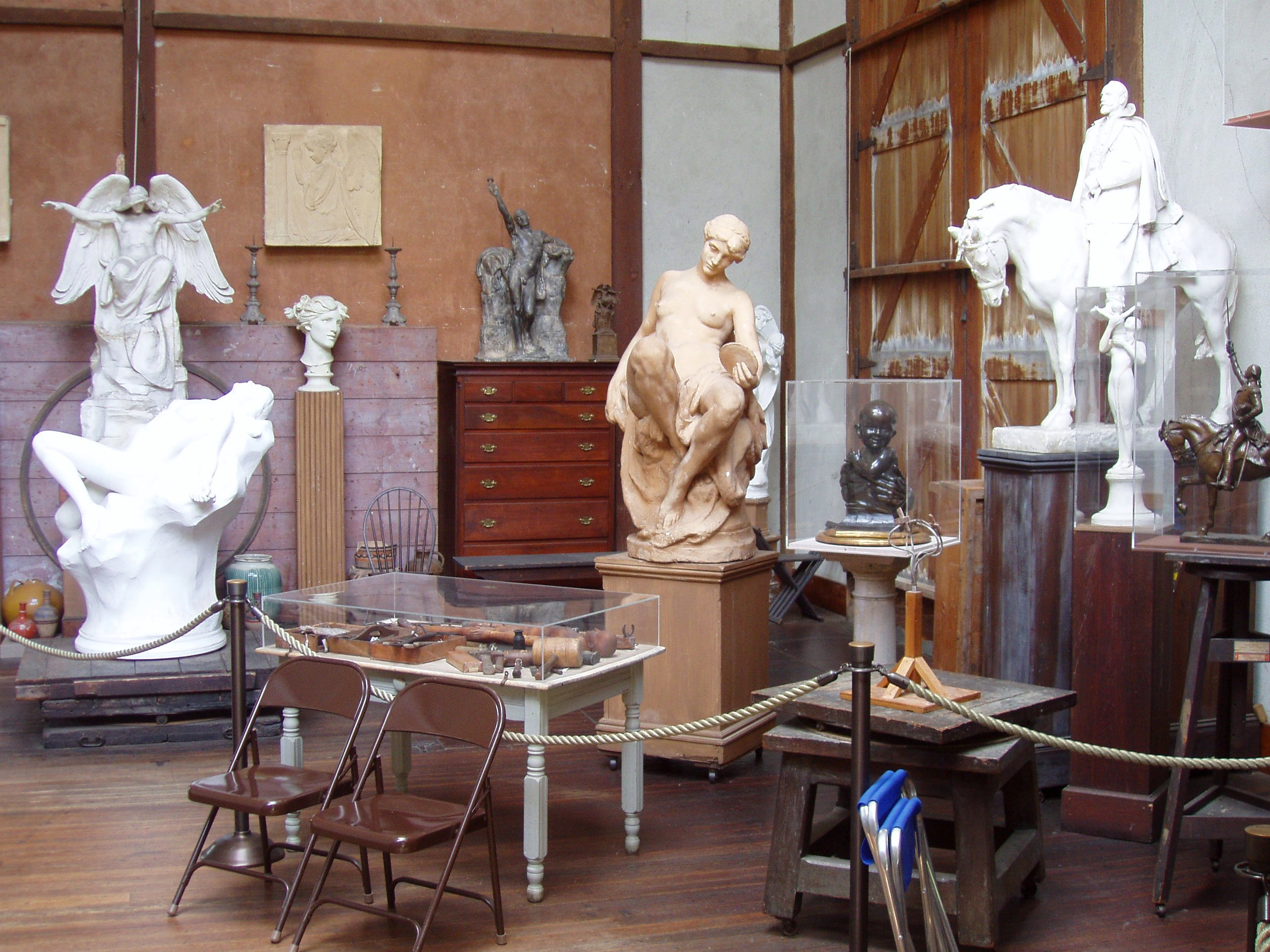
Einblick in das Atelier, 2007

Das Anwesen befindet sich nördlich des Monument Mountain und des Housatonic River etwa 2 Meilen (3,2 km) westlich des Stadtzentrums von Stockbridge. Von den ursprünglichen gut 60 ha, die French 1896 erwarb, sind heute noch rund 52 Hektar vorhanden. Das Grundstück wird in Ost-West-Richtung von der Williamsville Road geteilt.
Henry Bacon gestaltete 1897 das Atelier für French auf seinem neuen Anwesen. Der Holzrahmen ist mit Baugips verputzt, dem Marmor- und Kohlestückchen zugesetzt wurden, um eine Textur zu erzeugen. Das zentrale Element des Ateliers ist der Arbeitsraum, der eine quadratische Grundfläche mit einer Kantenlänge von gut 9 Metern aufweist und über ein Zeltdach verfügt.
Besonders erwähnenswert sind die mehr als 9 Meter hohe Doppeltür in der westlichen Wand sowie der drehbare Arbeitstisch, der auf Schienen montiert ist, die durch die Doppeltür ins Freie führen. Auf diese Weise war es Daniel French möglich, seine aktuelle Arbeit bei Tageslicht zu begutachten. Die erste Statue, die er in diesem Studio anfertigte, war ein 9 Meter hohes Reiterstandbild von George Washington, das heute auf dem Place d’Iéna in Paris steht.
Östlich des Ateliers steht das Wohnhaus von French, das er 1901 – ebenfalls von Bacon – als Ersatz für das bis dahin an gleicher Stelle stehende Bauernhaus aus dem Jahr 1820 errichten ließ. Das zweieinhalbstöckige Gebäude wurde im Stil des Georgian Revival konzipiert und ist mit der gleichen Gipsmischung wie das Atelier verputzt.
Das Walmdach verfügt über eine Balustrade und wird von insgesamt fünf Dachgauben durchbrochen. Das Wohnzimmer ist eine exakte Kopie des entsprechenden Raums seines Elternhauses in Chester, New Hampshire.
Daniel Chester French ist in den Vereinigten Staaten insbesondere bekannt für seine Statue Minute Man in Concord, Massachusetts bzw. für seine Darstellung von Abraham Lincoln im Lincoln Memorial in Washington, D.C. Der Überlieferung zufolge sagte French über sein Anwesen in Stockbridge: „Ich lebe hier sechs Monate im Himmel auf Erden. Den Rest des Jahres verbringe ich, nun ja, in New York.“